# 27 augustus
27 augustus is de 239ste dag van het jaar (240ste dag in een schrikkeljaar) in de gregoriaanse kalender. Hierna volgen nog 126 dagen tot het einde van het jaar.

## Gebeurtenissen
- Algemeen

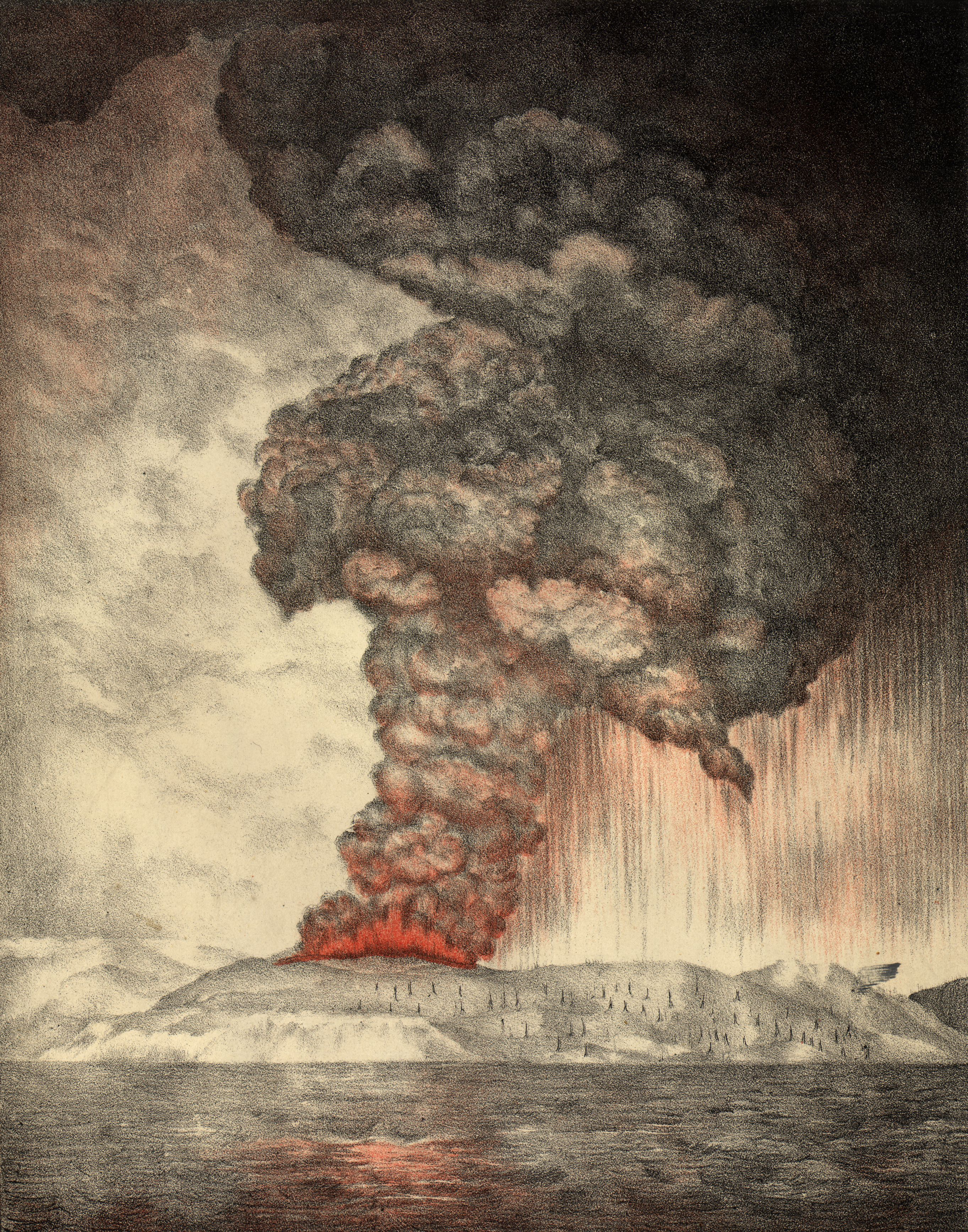
Uitbarsting van de Krakatau,
1883

  - 1883 - Uitbarsting van de Krakatau, met een vloedgolf tot gevolg.
  - 1989 - Extremistische sikhs overvallen in de Indiase deelstaat Punjab een trein en doden 23 mensen.
  - 1997 - Kabouter Plop wordt voor het eerst uitgezonden op tv.
  - 2005 - Wereldrecord polonaisedansen gevestigd te Halen.
  - 2006 - Een lijnvliegtuig stort neer in Kentucky. Het betreft een Bombardier CRJ-100 van Comair dat vliegt voor Delta Air Lines. Van de 50 inzittenden is er zeker één passagier levend uit het toestel gehaald.
  - 2022 - In Zuidzijde komen zeven personen om het leven bij een vrachtwagenongeval. Zeven mensen raken gewond. De Spaanse chauffeur rijdt van de dijk af en belandt in een druk bezochte buurtbarbecue.[1]
- Oorlog
  - 1896 - Engels-Zanzibarese Oorlog, kortste oorlog uit de geschiedenis, Zanzibar capituleerde na 38 minuten.
  - 1989 - UNITA-leider Jonas Savimbi maakt na besprekingen in Pretoria met Zuid-Afrika's waarnemend president F.W. de Klerk bekend dat zijn guerrillastrijders het staakt-het-vuren in Angola weer voor een maand zullen respecteren.
- Politiek
  - 1971 - De staatsradio in Fort Lamy maakt bekend dat in Tsjaad een staatsgreep is verijdeld.
  - 1989 - De Cambodjaanse guerrillaleider prins Norodom Sihanouk treedt af als leider van zijn partij tijdens de internationale conferentie over Cambodja.
- Sport
  - 1939 - Het Slowaaks voetbalelftal speelt de eerste interland uit de geschiedenis. In Bratislava wordt Duitsland met 2-0 verslagen.
  - 1959 - Openingsceremonie van de derde Pan-Amerikaanse Spelen, gehouden in Chicago.
  - 1978 - Gerrie Knetemann wordt op de Nürburgring wereldkampioen wielrennen.
  - 1980 - Jean-René Bernaudeau wint de eerste editie van de Franse eendaagse wielerwedstrijd Ronde van de Vendée.
  - 1982 - Tijdens een vergadering in Kuala Lumpur besluiten afgevaardigden van de internationale vrouwenhockeyfederatie (IFWHA) dat hun bond definitief opgaat in de overkoepelende wereldhockeybond, de Fédération Internationale de Hockey (FIH).
  - 1983 - In het Wagenerstadion in Amstelveen wint de Nederlandse mannenhockeyploeg voor het eerst in de geschiedenis de Europese titel.
  - 1995 - In Dublin verliest de Nederlandse mannenhockeyploeg in de finale van het Europees kampioenschap op strafballen van titelverdediger Duitsland.
  - 1997 - Opening van het Britannia Stadium, een voetbalstadion in de Engelse plaats Stoke-on-Trent.
  - 2000 - Het Zimbabwaans voetbalelftal wint de vierde editie van de COSAFA Cup door in de finale (over twee wedstrijden) Lesotho te verslaan.
  - 2014 - Opening van de Otkrytieje Arena, een voetbalstadion in Moskou.
  - 2017 - Nederland wint de Europese hockeytitel door België in Amstelveen met 4-2 te verslaan, nadat de ploeg met achterstand de rust is ingegaan.
  - 2023 - De Nederlandse hockeyers winnen in Mönchengladbach (Duitsland) het Europees kampioenschap hockey voor mannen door in de finale Engeland met 2-1 te verslaan. De Belgische hockeyers leggen beslag op de derde plaats door het team van Duitsland met 2-0 te verslaan.[2]
  - 2023 - Belgisch wielrenner Tim Wellens wint het eindklassement van de Benelux Tour, die dit jaar de Renewi Tour heet.[3]
  - 2023 - Wielrenster Annemiek van Vleuten uit Nederland wint het eindklassement van de Ronde van Scandinavië. De Deense Cecilie Uttrup Ludwig wordt tweede op korte achterstand en de Nederlandse Amber Kraak wordt derde.[4]
  - 2023 - De Nederlandse estafetteloopsters grijpen bij de wereldkampioenschappen atletiek in Boedapest (Hongarije) voor het eerst de wereldtitel op de 4x400 meter. Het viertal Eveline Saalberg, Lieke Klaver, Cathelijn Peeters en Femke Bol doet dat in een nieuw Nederlands Record van 3.20,72.[5]
- Wetenschap en technologie
  - 1859 - In Titusville wordt 's werelds eerste exploitabele olieveld gevonden.
  - 1962 - Lancering van Mariner 2, het eerste ruimtevaartuig dat langs Venus zal vliegen.[6]
  - 1973 - De eerste geslaagde Belgische harttransplantatie, onder leiding van professor Primo, vindt plaats in het Brusselse Universitair Verplegingscentrum Brugmann.
  - 2003 - In Fairbanks wordt 's werelds grootste UPS-batterij in gebruik genomen, goed voor 40 MW gedurende zeven minuten.
  - 2023 - Ongeveer 30 uur na lancering van de Crew-7 missie koppelt het Dragon ruimtevaartuig Endurance met het ISS.[7]
  - 2023 - Lancering van een Falcon 9 raket van SpaceX vanaf Kennedy Space Center Lanceercomplex 40 voor de Starlink group 6-11 missie met 22 Starlink satellieten.[8]

## Geboren

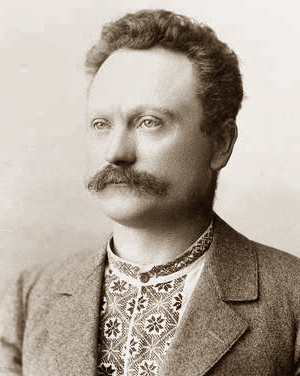
Ivan Franko
geboren in 1856

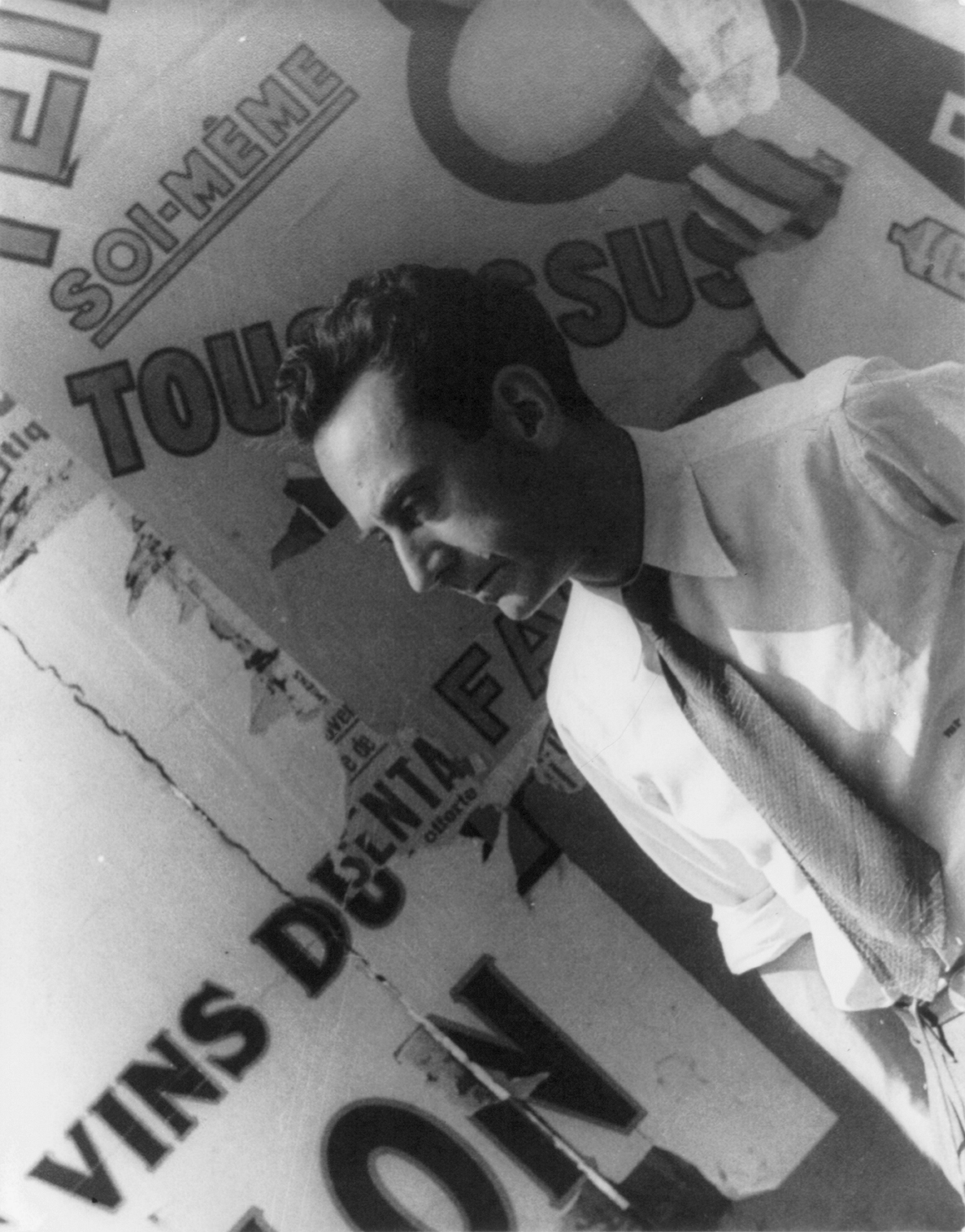
Man Ray
geboren in 1890

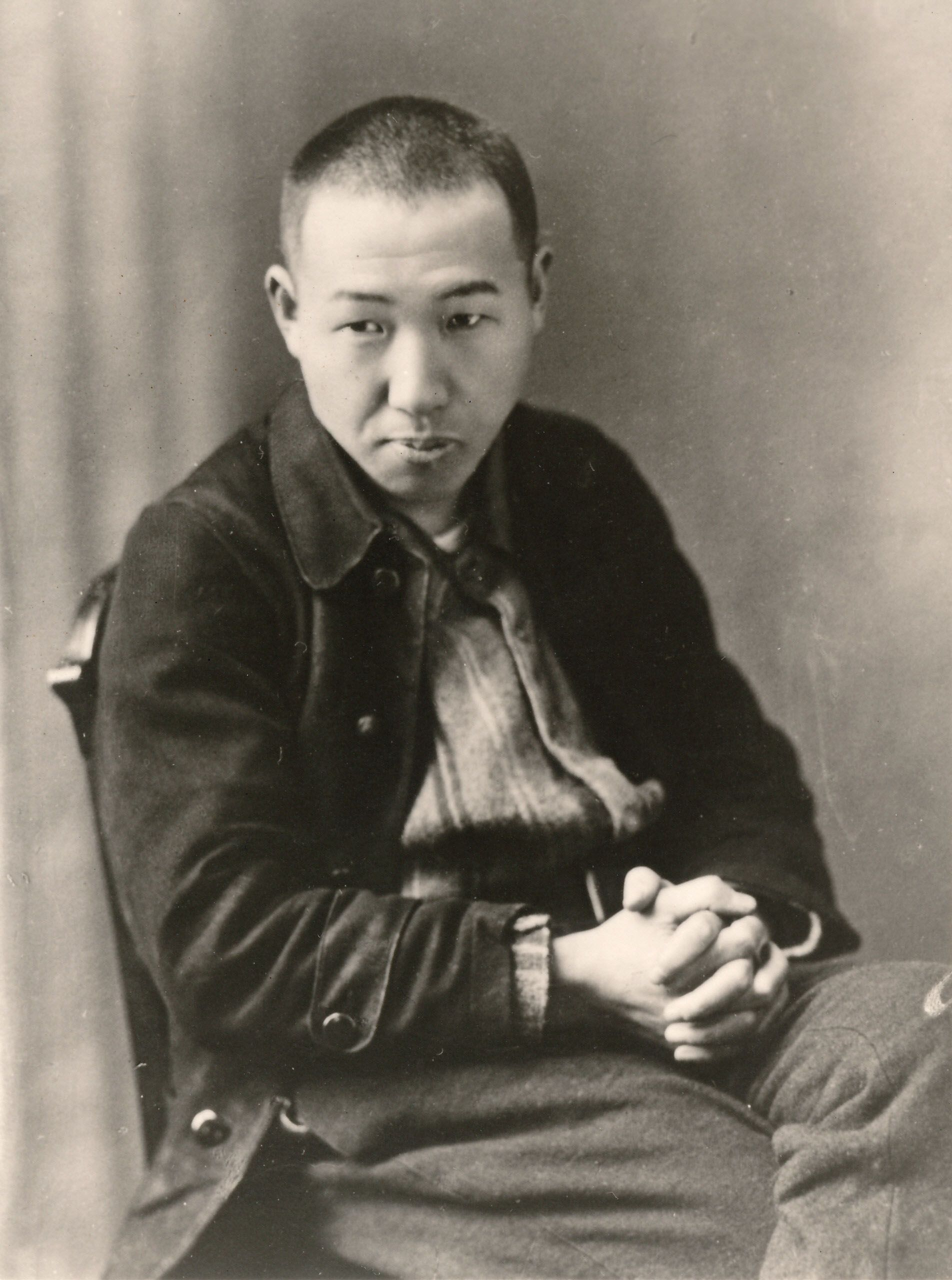
Kenji Miyazawa
geboren in 1896

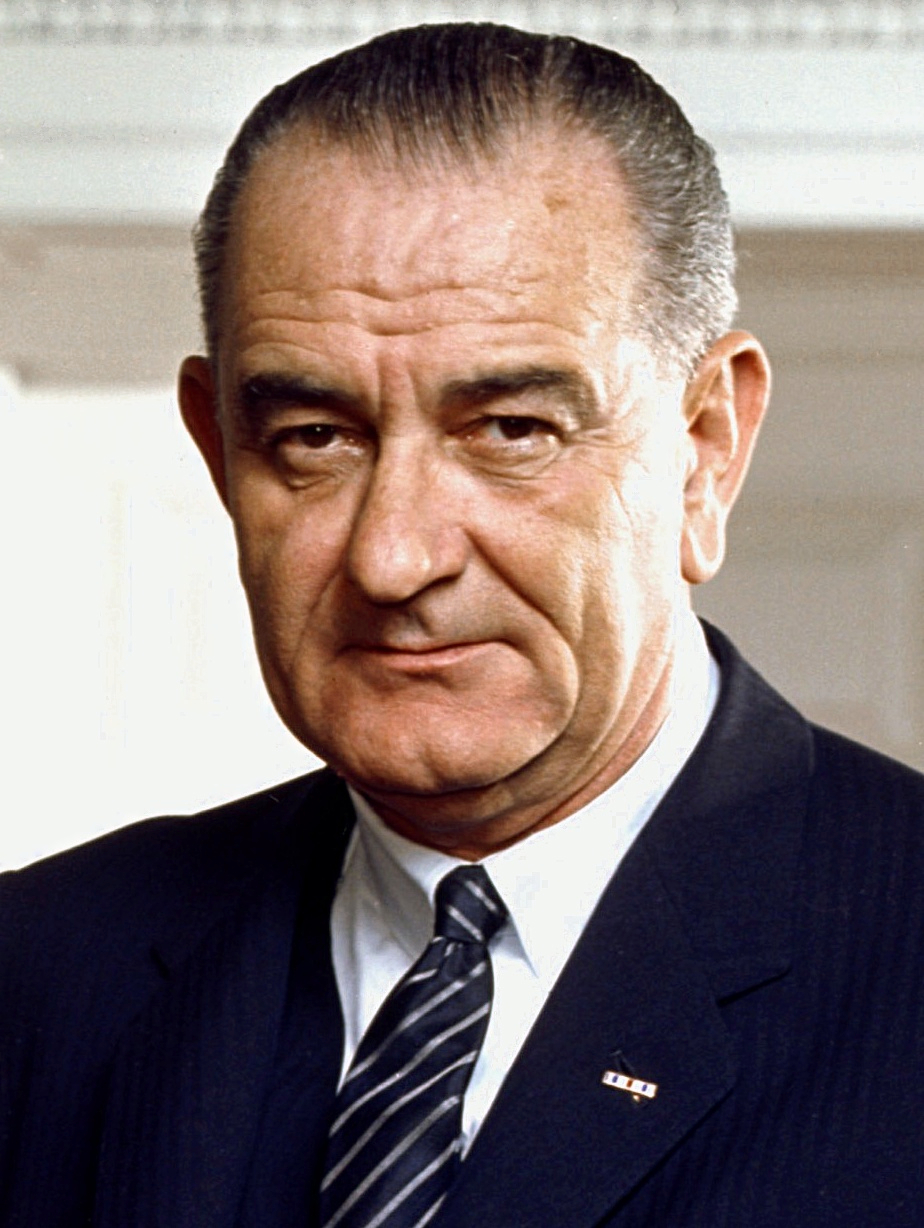
Lyndon B. Johnson
geboren in 1908

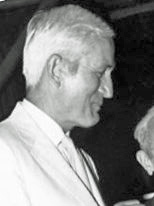
Norman Ramsey
geboren in 1915

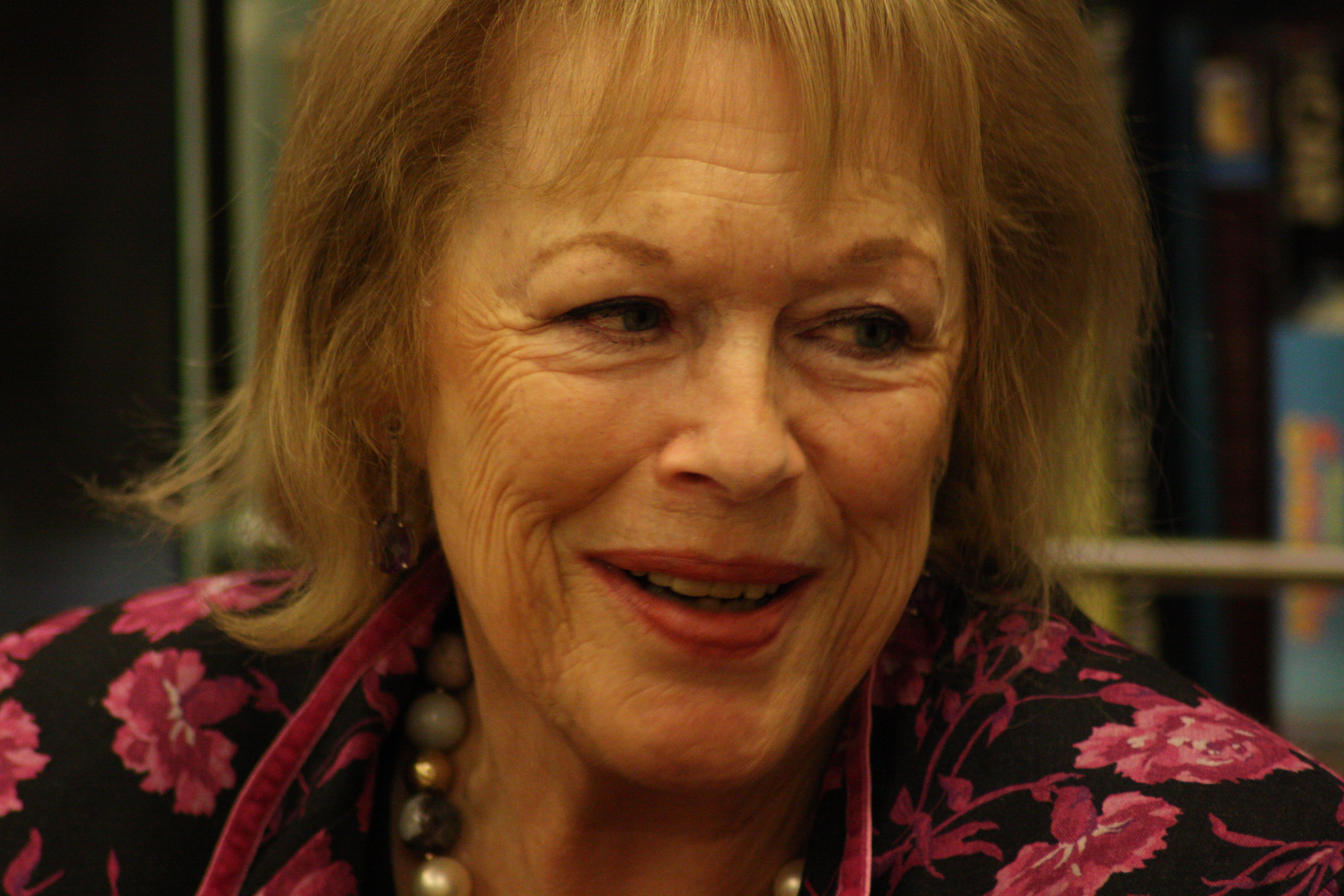
Antonia Fraser
geboren in 1932

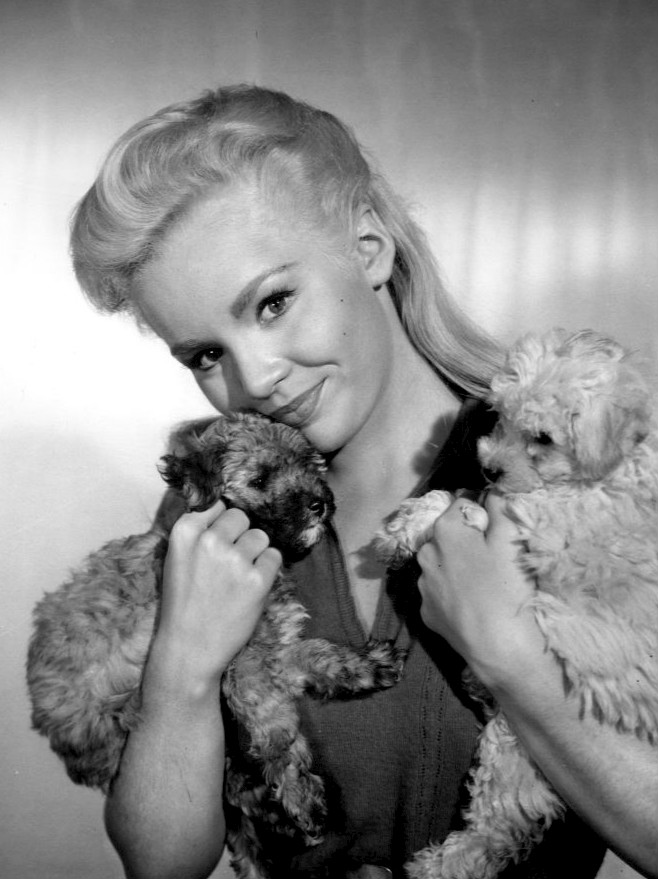
Tuesday Weld
geboren in 1943

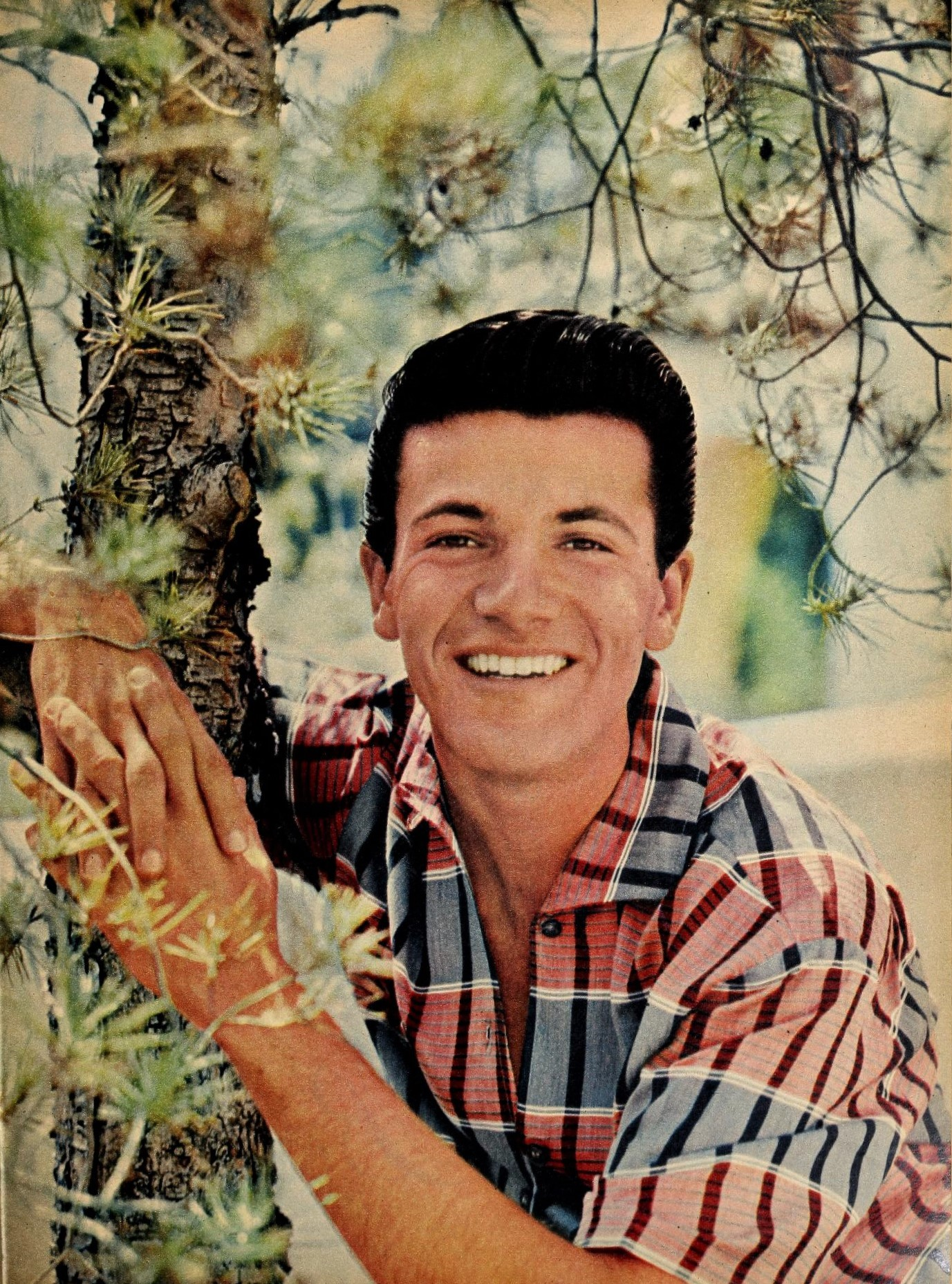
Tommy Sands
geboren in 1937

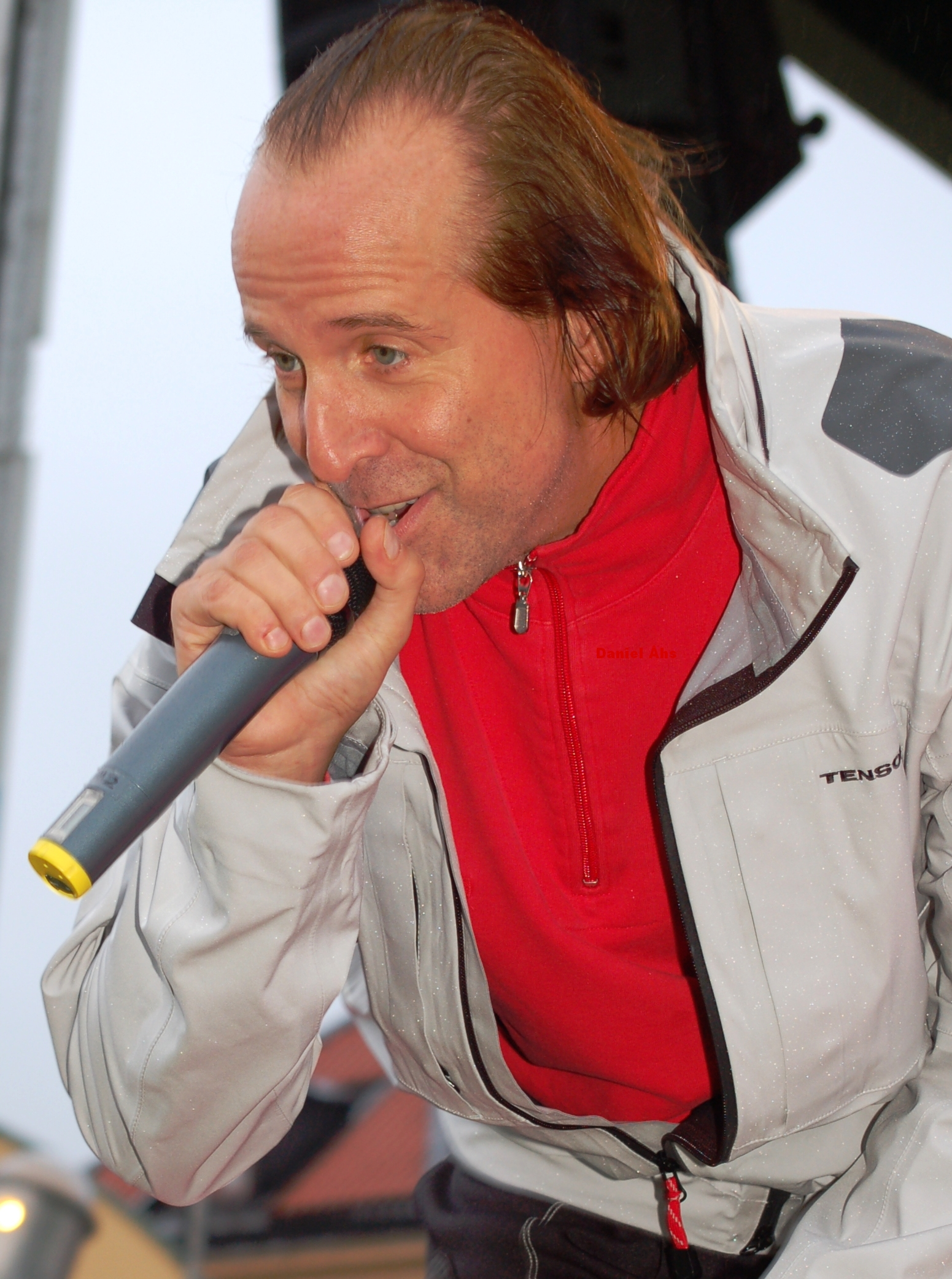
Peter Stormare
geboren in 1953

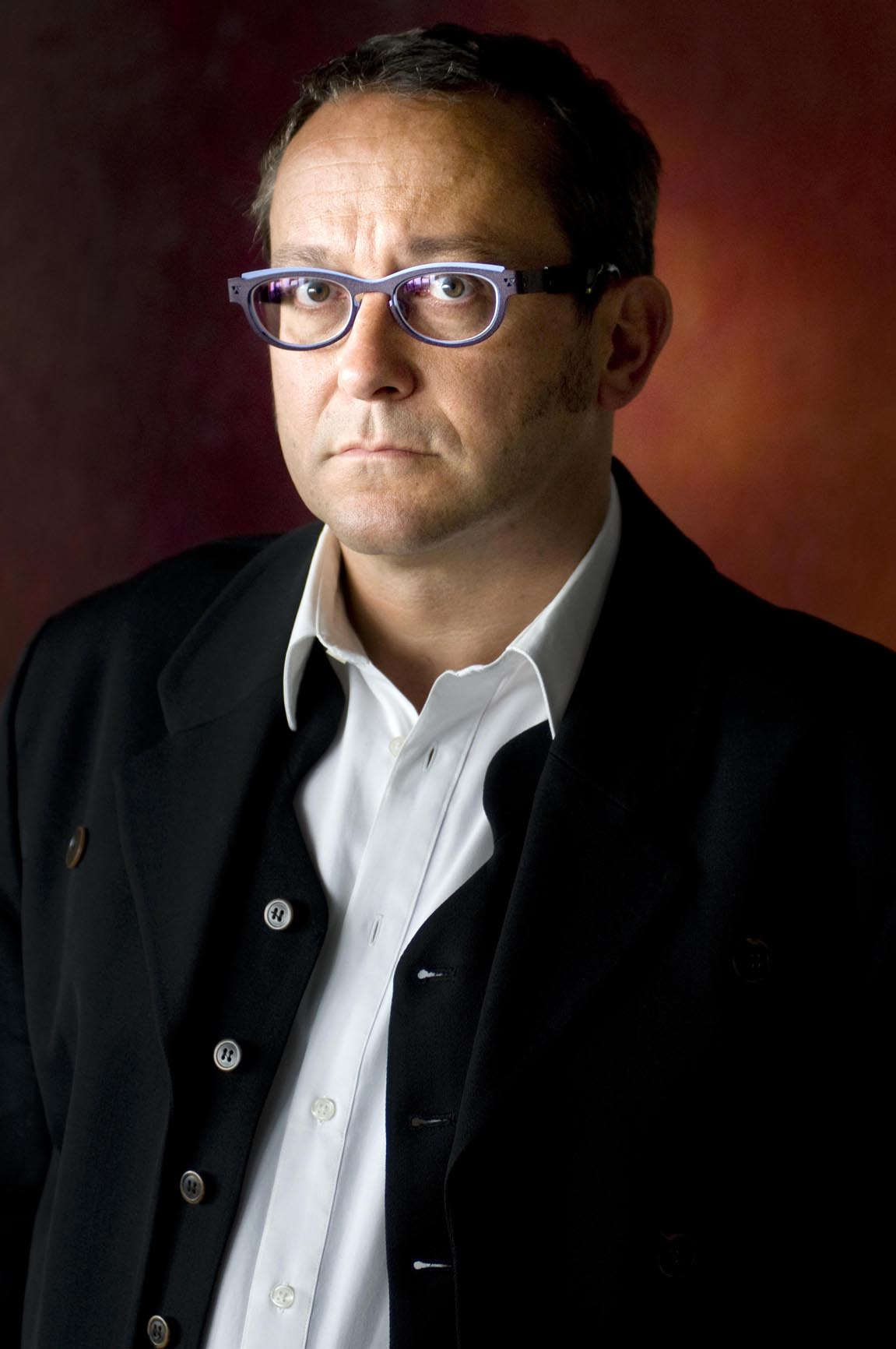
Tom Lanoye
geboren in 1958

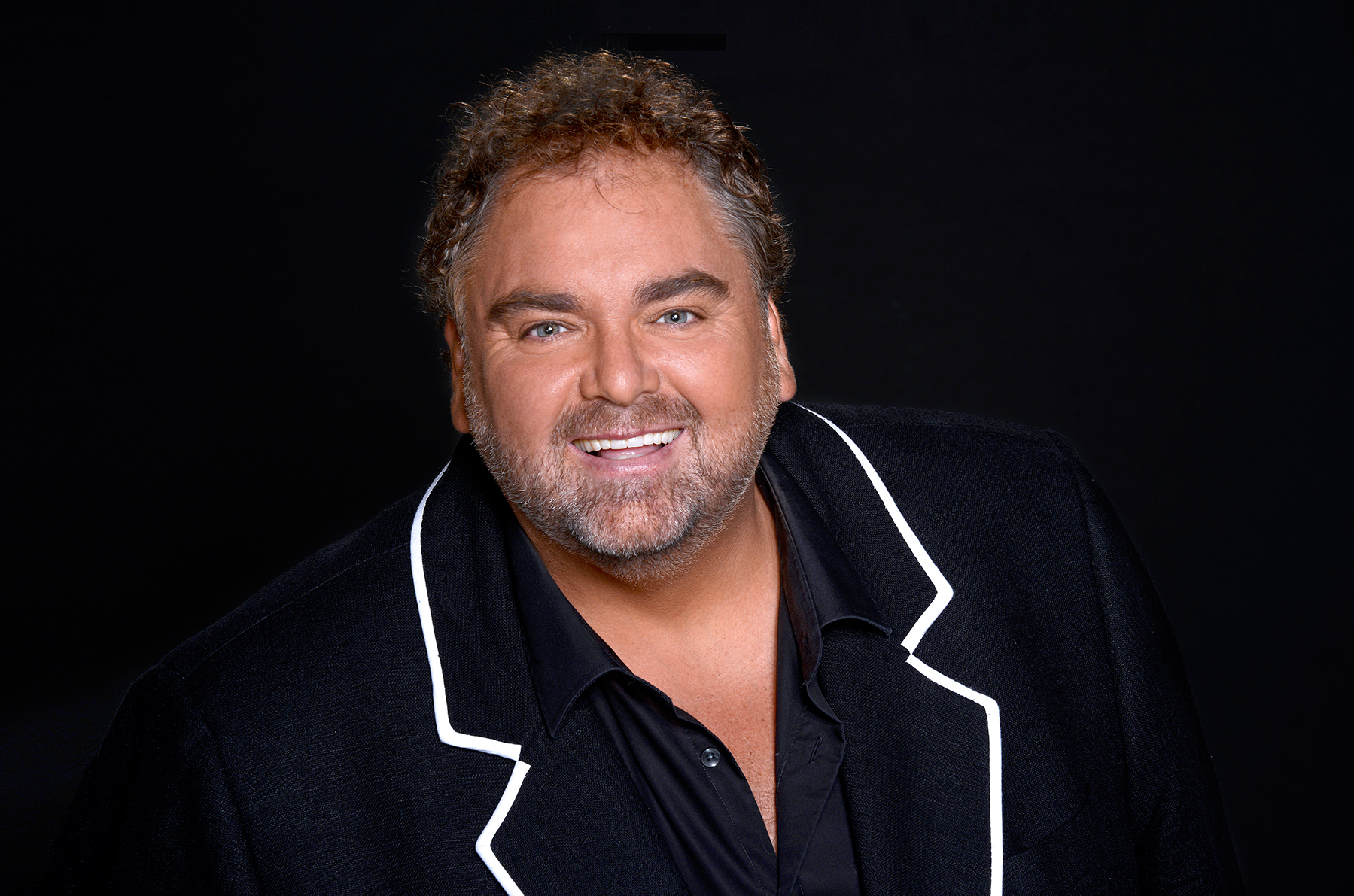
Peter Beense
geboren in 1963

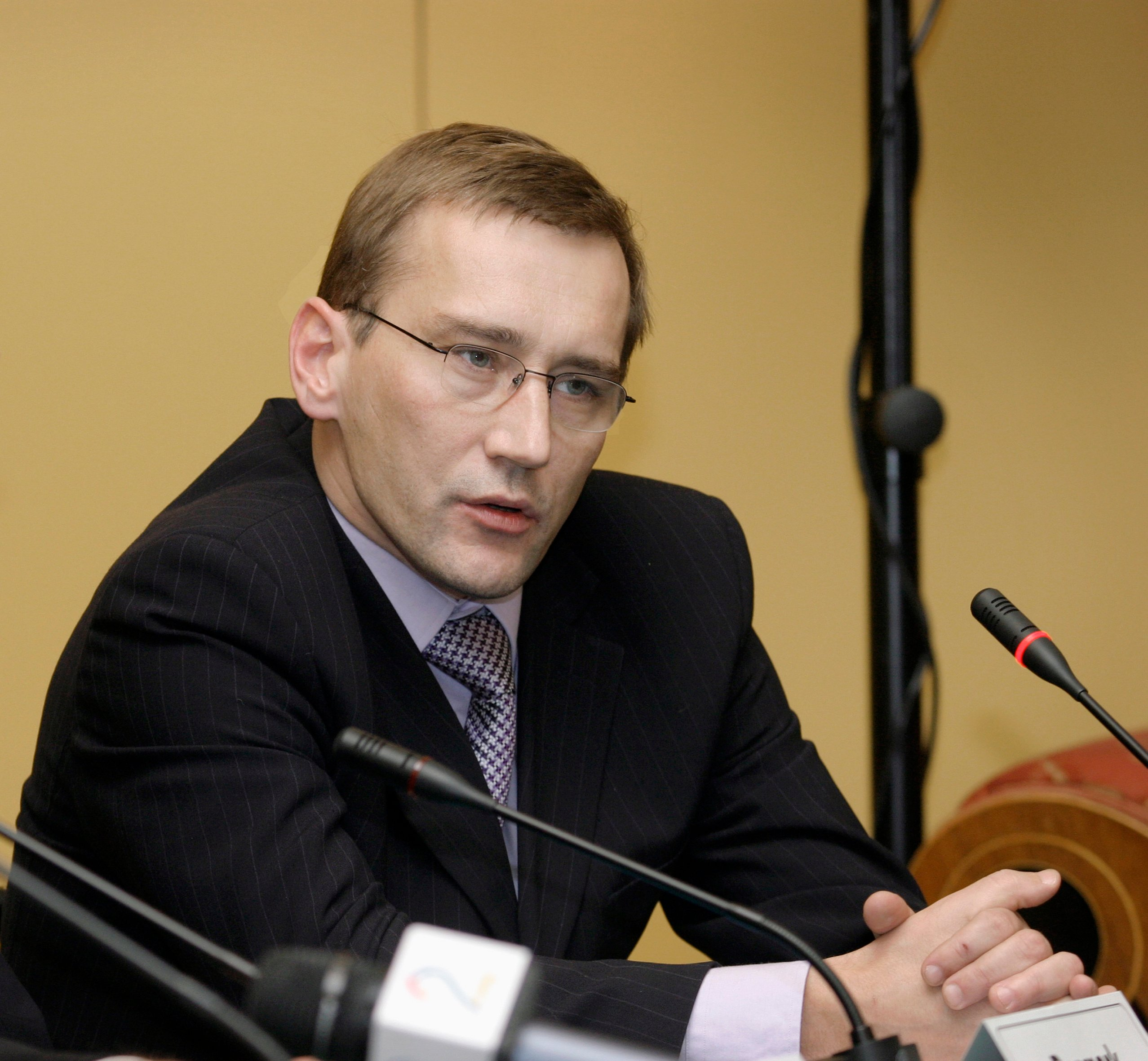
Juhan Parts
geboren in 1966

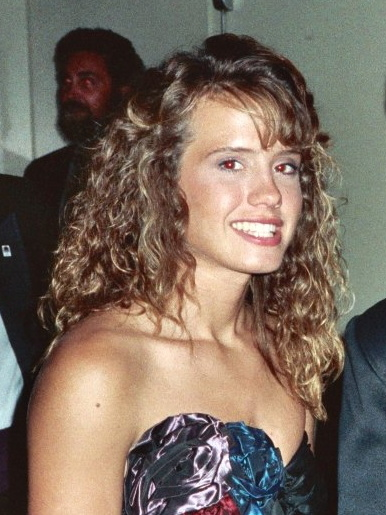
Leanna Creel
geboren in 1970

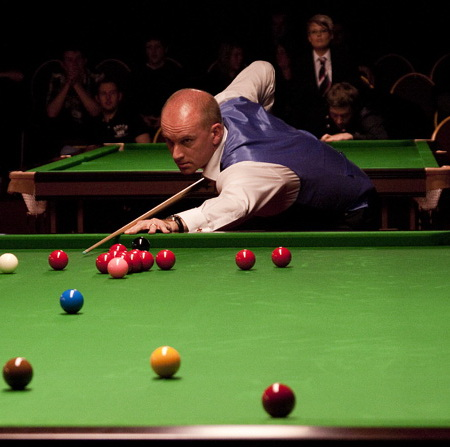
Peter Ebdon
geboren in 1970

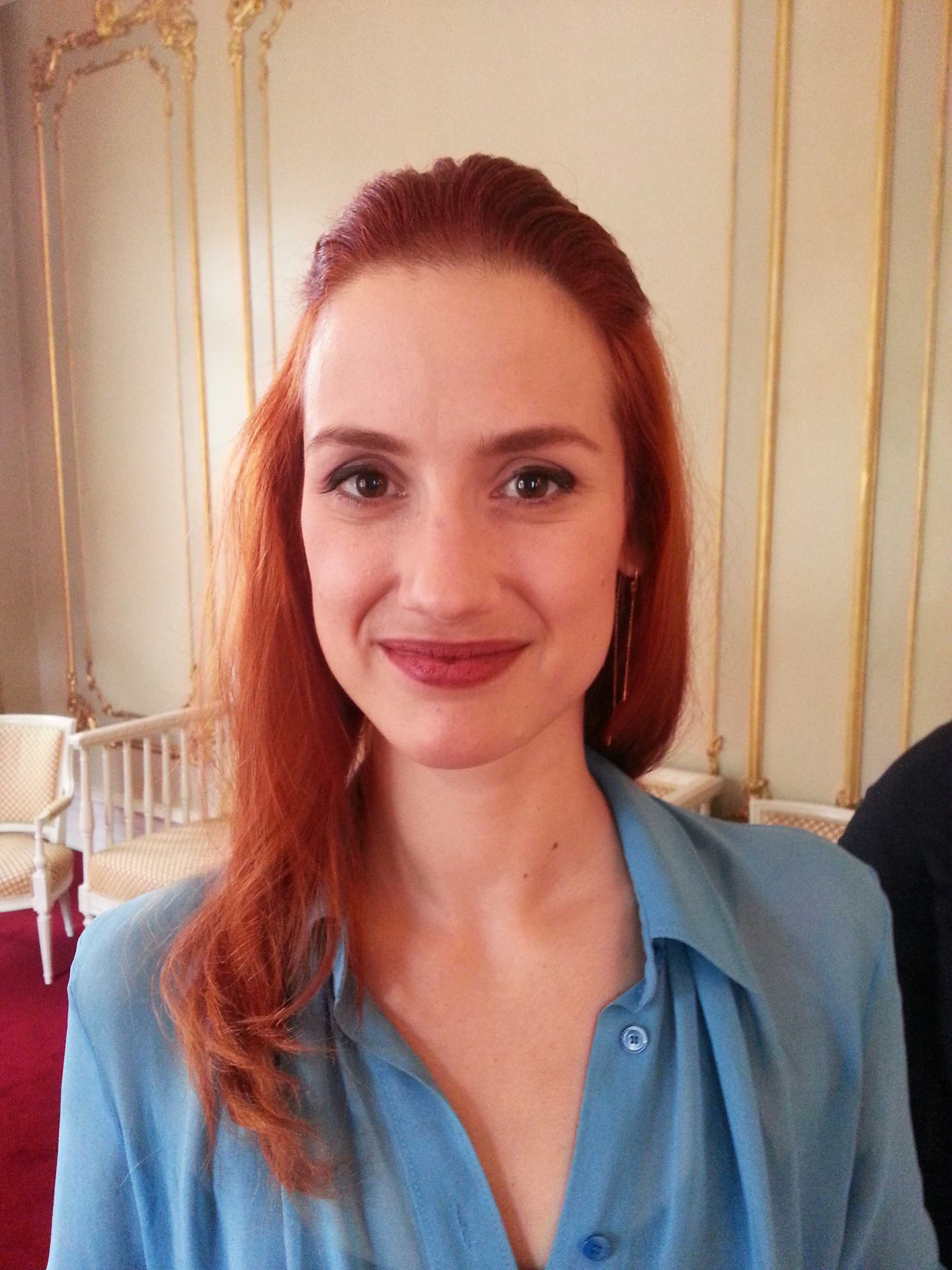
Danica Curcic
geboren in 1985

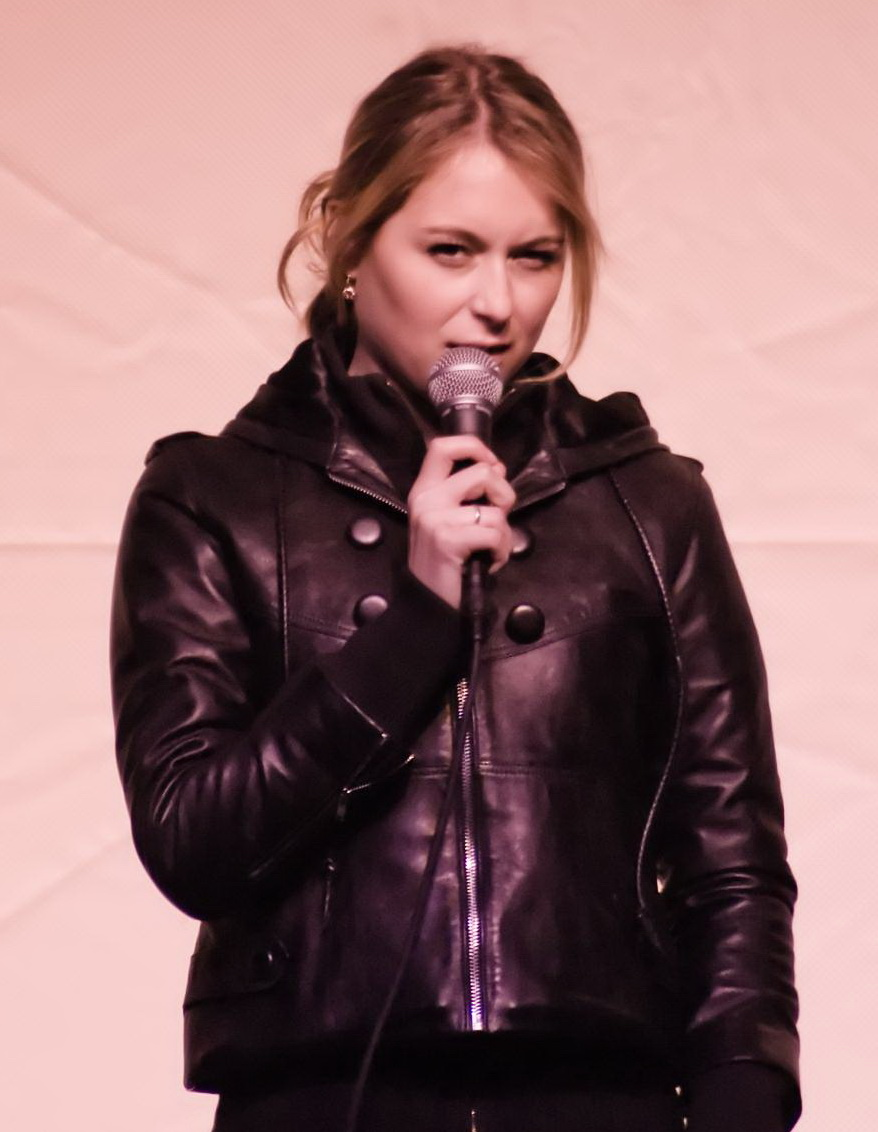
Alexa Vega
geboren in 1988

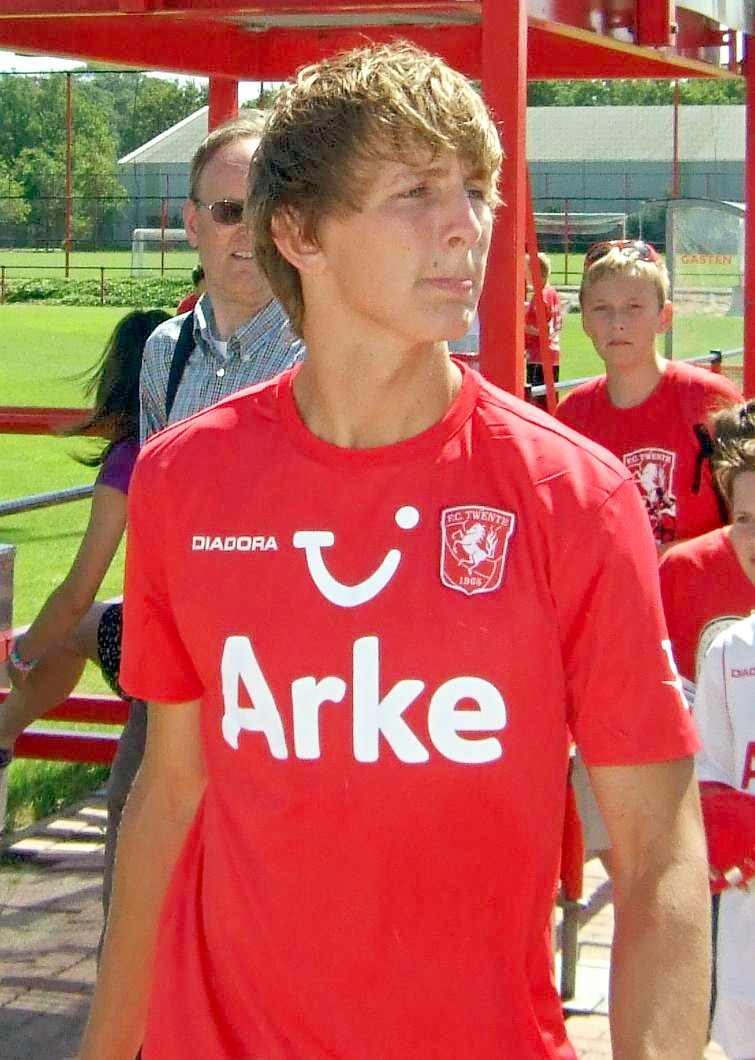
Luuk de Jong
geboren in 1990

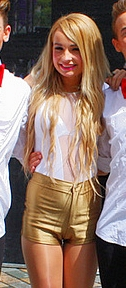
Kim Petras
geboren in 1992

- 1407 - Ashikaga Yoshikazo, Japans shogun (overleden 1425)
- 1471 - George van Saksen, Hertog van Saksen (overleden 1539)
- 1487 - Anna van Brandenburg, Duits edelvrouw (overleden 1514)
- 1666 - Ivan V van Rusland, tsaar van Rusland (overleden 1696)
- 1710 - Joseph Tiefenthaler, Oostenrijks geograaf (overleden 1785)
- 1730 - Johann Georg Hamann, Duits filosoof (overleden 1788)
- 1770 - Georg Wilhelm Friedrich Hegel, Duits filosoof (overleden 1831)
- 1785 - Agustín Gamarra, Peruaans president en generaal (overleden 1841)
- 1789 - Hertog Jozef van Saksen-Altenburg, Duits aristocraat (overleden 1868)
- 1793 - Jacob Constantijn Martens van Sevenhoven, Nederlands rechter en politicus (overleden 1861)
- 1809 - Hannibal Hamlin, Amerikaans vicepresident van Amerika (overleden 1891)
- 1850 - Augusto Righi, Italiaans natuurkundige (overleden 1920)
- 1851 - Edgardo Mortara, Italiaans-joodse jongen (overleden 1940)
- 1856 - Ivan Franko, Oekraïens schrijver en vertaler (overleden 1916)
- 1858 - Giuseppe Peano, Italiaans wiskundige (overleden 1932)
- 1865 - Charles Dawes, Amerikaans vicepresident van Amerika (overleden 1951)
- 1868 - Lucien Hubert, Frans politicus (overleden 1938)
- 1868 - Erik Schmedes, Deens operazanger (overleden 1931)
- 1871 - Theodore Dreiser, Amerikaans schrijver (overleden 1945)
- 1872 - Giovanni Nasalli Rocca di Corneliano, Italiaans kardinaal (overleden 1952)
- 1874 - Carl Bosch, Duits scheikundige en ingenieur (overleden 1940)
- 1877 - Charles Rolls, Brits autopionier (overleden 1910)
- 1882 - Samuel Goldwyn, Amerikaans filmproducent (overleden 1974)
- 1884 - Vincent Auriol, Frans president (overleden 1966)
- 1885 - Arnold Pressburger, Oostenrijks filmproducent (overleden 1951)
- 1886 - Rebecca Clarke, Brits violiste en componiste (overleden 1979)
- 1887 - James Finlayson, Schots-Amerikaans filmacteur en komiek (overleden 1953)
- 1890 - André Devaere, Belgisch pianist en componist (overleden 1914)
- 1890 - Man Ray, Amerikaans fotograaf en artiest (overleden 1976)
- 1896 - Kenji Miyazawa, Japans schrijver en dichter (overleden 1933)
- 1897 - Ad van Emmenes, Nederlands sportjournalist (overleden 1989)
- 1898 - Enny Mols-de Leeuwe, Nederlands actrice (overleden 1982)
- 1899 - Jacob Eliza Boddens Hosang, Nederlands burgemeester (overleden 1958)
- 1899 - C.S. Forester (Cecil Louis Troughton Smith), Engels schrijver (overleden 1966)
- 1901 - Heinrich Hauser, Duits schrijver en fotograaf (overleden 1955)
- 1904 - Frits Bührman, Nederlands atleet (overleden 1930)
- 1904 - Johan Mekkink, Nederlands schilder (overleden 1991)
- 1905 - Paul Gehlhaar, Duits voetbaldoelman (overleden 1968)
- 1906 - Ed Gein, Amerikaans seriemoordenaar (overleden 1984)
- 1906 - Eino Penttilä, Fins atleet (overleden 1982)
- 1907 - Alfons Schepers, Belgisch wielrenner (overleden 1984)
- 1907 - Hy Zaret, Amerikaans tekstschrijver en componist (overleden 2007)
- 1908 - Reijer Bastiaan van der Borden, Nederlands verzetsstrijder (overleden 1941)
- 1908 - Lyndon B. Johnson, 36ste president van de Verenigde Staten (overleden 1973)
- 1909 - Sylvère Maes, Belgisch wielrenner (overleden 1966)
- 1909 - Charles Pozzi, Frans autocoureur (overleden 2001)
- 1909 - Leo Sexton, Amerikaans atleet (overleden 1968)
- 1909 - Sidney Yates, Amerikaans politicus (overleden 2000)
- 1909 - Lester Young, Amerikaans jazzmuzikant (overleden 1959)
- 1911 - Rico Bulthuis, Nederlands schrijver, journalist, poppenspeler, illustrator, fotograaf, ambtenaar en kunstcriticus (overleden 2009)
- 1911 - Johnny Eck, Amerikaans freakshowperformer (overleden 1991)
- 1911 - Susi Lanner, Amerikaans-Oostenrijks zangeres en actrice (overleden 2006)
- 1914 - Josep Escolà, Spaans voetballer (overleden 1998)
- 1914 - Heidi Kabel, Duits actrice en volkszangeres (overleden 2010)
- 1914 - Kay Walsh, Brits actrice (overleden 2005)
- 1915 - Holger Hagen, Duits acteur (overleden 1996)
- 1915 - Louis Jansen, Nederlands verzetsstrijder en burgemeester (overleden 2010)
- 1915 - Norman Ramsey, Amerikaans natuurkundige en Nobelprijswinnaar (overleden 2011)
- 1916 - Thomas Bijleveld, Nederlands burgemeester (overleden 1996)
- 1916 - Halet Çambel, Turks archeologe en schermster (overleden 2014)
- 1916 - Robert Van Eenaeme, Belgisch wielrenner (overleden 1953)
- 1918 - Maria Curcio, Italiaans pianiste (overleden 2009)
- 1918 - Jelle Zijlstra, Nederlands minister-president (overleden 2001)
- 1919 - Jan Cox, Belgisch kunstschilder (overleden 1980)
- 1919 - André Declerck, Belgisch wielrenner (overleden 1967)
- 1920 - Henri Meert, Belgisch voetballer (overleden 2006)
- 1920 - Inger Brattström, Zweeds auteur (overleden 2018)
- 1921 - Leo Penn, Amerikaans acteur en tv-regisseur (overleden 1998)
- 1922 - Roelof Kruisinga, Nederlands politicus (overleden 2012)
- 1923 - Inge Egger, Oostenrijks actrice (overleden 1976)
- 1923 - Uwe Dallmeier, Duits acteur (overleden 1985)
- 1924 - David Rowbotham, Australisch dichter, schrijver en journalist (overleden 2010)
- 1924 - Fernando Zóbel de Ayala, Filipijns kunstschilder en -verzamelaar (overleden 1984)
- 1925 - Wilfried Aers, Belgisch politicus (overleden 2015)
- 1925 - Andrea Cordero Lanza di Montezemolo, Italiaans kardinaal (overleden 2017)
- 1925 - Darry Cowl, Frans musicus en acteur (overleden 2006)
- 1925 - Nat Lofthouse, Engels voetballer (overleden 2011)
- 1925 - Leopoldo Pirelli, Italiaans industrieel (overleden 2007)
- 1926 - George Brecht, Amerikaans kunstenaar (overleden 2008)
- 1926 - Med Flory, Amerikaans acteur en saxofonist (overleden 2014)
- 1926 - Paula D'Hondt, Belgisch politica (overleden 2022)
- 1926 - Kristen Nygaard, Noors wiskundige en politicus (overleden 2002)
- 1926 - Reg Watson, Australisch televisieproducent en scenarioschrijver (overleden 2019)
- 1927 - Liselott Linsenhoff, West-Duits amazone (overleden 1999)
- 1928 - Piet Bleeker, Nederlands atleet (overleden 2018)
- 1928 - Péter Boross, Hongaars politicus
- 1928 - Mangosuthu Buthelezi, Zuid-Afrikaans politicus en Zoeloe-prins (overleden 2023)
- 1928 - Othmar Schneider, Oostenrijks alpineskiër (overleden 2012)
- 1928 - Osamu Shimomura, Japans scheikundige en Nobelprijswinnaar (overleden 2018)
- 1929 - Ira Levin, Amerikaans schrijver (overleden 2007)
- 1930 - Ben Bos, Nederlands grafisch ontwerper (overleden 2017)
- 1930 - Hans-Joachim Gelberg, Duits schrijver en uitgever van jeugd- en kinderboeken (overleden 2020)
- 1930 - Marjorie Steele, Amerikaans actrice (overleden 2018)
- 1931 - Sri Chinmoy, Indiaas spiritueel leraar en filosoof (overleden 2007)
- 1931 - Sven Tumba, Zweeds ijshockeyer, voetballer en golfspeler (overleden 2011)
- 1932 - Cor Brom, Nederlands voetballer en voetbaltrainer (overleden 2008)
- 1932 - Antonia Fraser, Brits schrijfster
- 1932 - François Glorieux, Belgisch componist, pianist en dirigent (overleden 2023)
- 1933 - Kerstin Ekman, Zweeds schrijfster
- 1933 - Nancy Friday, Amerikaans schrijfster (overleden 2017)
- 1933 - Joke Smit, Nederlands feministe en publiciste (overleden 1981)
- 1933 - Hanne Marie Svendsen, Deens schrijfster
- 1935 - Sacha Dénisant, Nederlands zangeres
- 1937 - Alice Coltrane, Amerikaans jazzmuzikante (overleden 2007)
- 1937 - Tommy Sands, Amerikaans acteur en zanger
- 1937 - Östen Mäkitalo, Zweeds wetenschapper (overleden 2011)
- 1937 - Jay Silvester, Amerikaans atleet
- 1937 - Moshé Zwarts, Nederlands architect (overleden 2019)
- 1938 - Napoleon Chagnon, Amerikaans antropoloog (overleden 2019)
- 1938 - Piet Rentmeester, Nederlands wielrenner (overleden 2017)
- 1939 - Peter Williams, Brits motorcoureur (overleden 2020)
- 1940 - Gennadi Krasnitski, Sovjet-voetballer (overleden 1988)
- 1940 - Sonny Sharrock, Amerikaans jazz-gitarist (overleden 1994)
- 1940 - Paul Verhuyck, Belgisch auteur (overleden (2018)
- 1941 - Cesária Évora, Kaapverdisch folkzangeres (overleden 2011)
- 1941 - Harrison Page, Amerikaans acteur
- 1941 - Ward Sels, Belgisch wielrenner
- 1942 - Tom Belsø, Deens autocoureur (overleden 2020)
- 1942 - Daryl Dragon, Amerikaans muzikant (overleden 2019)
- 1942 - Per Stig Møller, Deens politicus en historicus
- 1943 - Giuseppe Dalla Torre del Tempio di Sanguinetto, Italiaans rechtsgeleerde (overleden 2020)
- 1943 - Tuesday Weld, Amerikaans actrice
- 1943 - Nout Wellink, Nederlands econoom
- 1943 - Bart van Winsen, Nederlands politicus en leraar
- 1944 - G.W. Bailey, Amerikaans acteur
- 1944 - Tim Bogert, Amerikaans rockzanger en -bassist (overleden 2021)
- 1944 - Jan Bols, Nederlands schaatser
- 1944 - Cherry Duyns, Nederlands journalist, redacteur en filmmaker
- 1944 - Barbara Trentham, Amerikaans model en actrice (overleden 2013)
- 1945 - Marianne Sägebrecht, Duits actrice en cabaretière
- 1945 - Jan Sloot, Nederlands uitvinder (overleden 1999)
- 1947 - Barbara Bach, Amerikaans actrice
- 1947 - Peter Krieg, Duits filmdocumentairemaker (overleden 2009)
- 1947 - Harry Reems, Amerikaans pornoacteur (overleden 2013)
- 1948 - Sgt. Slaughter, Amerikaans worstelaar
- 1949 - Istvan Kantor, Hongaars kunstenaar, muzikant en video-artist
- 1950 - Adri Duivesteijn, Nederlands politicus (overleden 2023)
- 1950 - Elizbar Oebilava, Georgisch-Spaans schaker
- 1950 - Sije Visser, Nederlands voetballer
- 1952 - Gerard Bouman, Nederlands politiekorpschef (overleden 2017)
- 1952 - Karel De Wolf, Belgisch componist en dirigent (overleden 2011)
- 1952 - Paul Reubens, Amerikaans acteur (Pee-wee Herman) (overleden 2023)
- 1953 - Alex Lifeson, Canadees popmuzikant
- 1953 - Peter Stormare, Amerikaans-Zweeds acteur
- 1954 - Wia van Dijk, Nederlands beeldhouwer en schilder
- 1954 - John Lloyd, Brits tennisser
- 1954 - Derek Warwick, Brits autocoureur
- 1955 - Gary Barden, Brits zanger
- 1955 - Sergej Chlebnikov, Russisch schaatser (overleden 1999)
- 1955 - Laura Fygi, Nederlands zangeres
- 1955 - Kristien Hemmerechts, Belgisch schrijfster
- 1955 - Diana Scarwid, Amerikaans actrice
- 1956 - Jean-François Larios, Frans voetballer
- 1957 - Ton Diepeveen, Nederlands politicus
- 1957 - Bernhard Langer, Duits golfer
- 1957 - Clémence Ross-van Dorp, Nederlands politica en bestuurder
- 1957 - Dietlinde Turban, Duits actrice
- 1957 - Wiljon Vaandrager, Nederlands roeister
- 1957 - Dirk Van Mechelen, Belgisch politicus
- 1958 - Sergej Krikaljov, Russisch kosmonaut
- 1958 - Tom Lanoye, Belgisch dichter en schrijver
- 1958 - Marcos Paquetá, Braziliaans voetbaltrainer
- 1959 - Gerhard Berger, Oostenrijks autocoureur
- 1959 - Downtown Julie Brown, Engels actrice en veejay
- 1959 - Peter Mensah, Ghanees-Brits acteur
- 1959 - Markus Mörl, Duits popzanger en acteur
- 1959 - Dominique Sarron, Frans motorcoureur
- 1959 - Jeanette Winterson, Brits auteur
- 1960 - Karin Dekker, Nederlands politica
- 1960 - Anton Doornhein, Nederlands organist
- 1961 - Yolanda Adams, Amerikaans gospelzangeres
- 1961 - Tom Ford, Amerikaans couturier
- 1962 - Eric Cayrolle, Frans autocoureur
- 1962 - Gustave Kervern, Frans acteur
- 1962 - Benoît Lambert, Belgisch atleet
- 1962 - André van de Nadort, Nederlands politicus
- 1963 - Peter Beense, Nederlands zanger
- 1963 - Jan Philipsen, Nederlands bassist
- 1964 - Paul Bernardo, Canadees seriemoordenaar
- 1964 - Henk de Jong, Nederlands voetbaltrainer
- 1964 - Joop Kasteel, Nederlands mixed martial artist
- 1964 - Claire Stansfield, Brits actrice, mode-ontwerpster en fotomodel
- 1965 - Ange Postecoglou, Australisch voetballer en voetbalcoach
- 1966 - Jo De Poorter, Belgisch journalist en presentator
- 1966 - Jeroen Duyster, Nederlands roeier
- 1966 – Jill Lepore, Amerikaans historica
- 1966 - Annemie Maes, Belgisch politica
- 1966 - Martin Molitor, Duits acteur
- 1966 - Robert Oey, Nederlands filmmaker
- 1966 - Juhan Parts, Estisch politicus, ex-minister-president en voetballer
- 1966 - Anissa Temsamani, Belgisch politicus
- 1966 - Ruth Zavaleta, Mexicaans politica
- 1967 - Jyrki Huhtamäki, Fins voetballer
- 1967 - Bruno Versavel, Belgisch voetballer
- 1968 - Eric Bobo, Amerikaans percussionist
- 1968 - Johnny Bredahl, Deens bokser
- 1968 - Alessandra Cappellotto, Italiaans wielrenster
- 1969 - René Henriksen, Deens voetballer
- 1969 - Scott Kirchner, Amerikaans darter
- 1969 - Alfred Knippenberg, Nederlands voetballer en teammanager
- 1969 - Bart Martens, Belgisch politicus en milieuactivist
- 1969 - Cesar Millan, Mexicaans-Amerikaans hondenpsycholoog
- 1969 - Jean-Cyril Robin, Frans wielrenner
- 1969 - Nina Siegal, Amerikaans journalist en schrijver
- 1969 - Chandra Wilson, Amerikaans actrice
- 1970 - Lisa Ashton, Engels dartsspeelster
- 1970 - Walter Castignola, Italiaans wielrenner
- 1970 - Leanna Creel, Amerikaans actrice en filmproducer
- 1970 - Peter Ebdon, Engels snookerspeler
- 1970 - Tony Kanal, Amerikaans muzikant en songwriter
- 1970 - Jeff Kenna, Iers voetballer
- 1970 - Kelly Trump, Duits pornoactrice
- 1971 - Ernest Faber, Nederlands voetballer en voetbaltrainer
- 1972 - Chris Armas, Amerikaans voetballer en voetbalcoach
- 1972 - Jaap-Derk Buma, Nederlands hockeyer
- 1972 - Roland Garber, Oostenrijks wielrenner
- 1972 - The Great Khali, Indiaas professioneel worstelaar, acteur en bodybuilder
- 1972 - Denise Lewis, Brits atlete
- 1972 - Jimmy Pop Ali, Amerikaans zanger
- 1973 - Carlene Begnaud (Jazz), Amerikaans professioneel worstelaar
- 1973 - Dietmar Hamann, Duits voetballer
- 1973 - Burak Kut, Turks zanger
- 1975 - Jonny Moseley, Puerto Ricaans skiër
- 1976 - Sarah Chalke, Canadees actrice
- 1976 - Carlos Moyá, Spaans tennisser
- 1976 - John Stegeman, Nederlands voetballer en voetbalcoach
- 1976 - Mark Webber, Australisch autocoureur
- 1976 - Ysrael Zúñiga, Peruviaans voetballer
- 1977 - Deco, Braziliaans-Portugees voetballer
- 1977 - Lernert Engelberts, Nederlands dichter en televisiemaker
- 1977 - Wes Newton, Brits darter
- 1978 - Carolyn Adel, Surinaams zwemster
- 1978 - Suranne Jones, Brits actrice
- 1978 - Ma$e, Amerikaans rapper
- 1979 - Ole Bischof, Duits judoka
- 1979 - Giovanni Capitello, Amerikaans acteur en filmmaker
- 1979 - David Engels, Belgisch historicus
- 1979 - Cristiano Morgado, Zuid-Afrikaans autocoureur
- 1979 - Aaron Paul, Amerikaans acteur
- 1979 - Melanie Schulz, Duits atlete
- 1979 - Rusty Smith, Amerikaans shorttracker
- 1980 - Neha Dhupia, Indiaas actrice en miss
- 1980 - Kyle Lowder, Amerikaans acteur
- 1981 - Maxwell Cabelino Andrade (Maxwell), Braziliaans voetballer
- 1981 - Alessandro Gamberini, Italiaans voetballer
- 1981 - Demetria McKinney, Amerikaans zangeres, actrice, model en danseres
- 1981 - Richard Sterne, Zuid-Afrikaans golfer
- 1982 - Lauren Jones, Amerikaans actrice en model
- 1982 - Damien Monier, Frans wielrenner
- 1982 - Lolita Pille, Frans schrijfster
- 1982 - Kevin Roelandts, Belgisch voetballer
- 1982 - Charisse Verhaert, Belgisch topmodel
- 1983 - Patrick Nederkoorn, Nederlands theatermaker en cabaretier
- 1983 - Miroslav Vtípil, Tsjechisch schaatser
- 1984 - David Bentley, Engels voetballer
- 1984 - Natali Dizdar, Kroatisch zangeres
- 1984 - Amanda Fuller, Amerikaans actrice
- 1984 - Anna Kikina, Russisch ingenieur en kosmonaute
- 1984 - Tomáš Kostka, Tsjechisch autocoureur
- 1984 - Sulley Muntari, Ghanees voetballer
- 1984 - Hans Olsson, Zweeds alpineskiër
- 1984 - Danijel Subašić, Kroatisch voetbaldoelman
- 1984 - Mika Sugimoto, Japans judoka
- 1985 - Danica Curcic, Servisch-Deens actrice
- 1985 - Maro Engel, Duits autocoureur
- 1985 - Kayla Ewell, Amerikaans actrice
- 1985 - James Krishna Floyd, Engels acteur
- 1985 - Nikica Jelavić, Kroatisch voetballer
- 1985 - Anouk Zoutendijk, Nederlands shorttrackster
- 1986 - Mario Barrett, Amerikaans zanger en acteur
- 1986 - Sarah Chronis, Nederlands actrice
- 1986 - Pascal Kochem, Duits autocoureur
- 1986 - Sebastian Kurz, Oostenrijks politicus, bondskanselier sinds 2017
- 1986 - Sjoerd van Ramshorst, Nederlands sportpresentator
- 1986 - Nabil el Zhar, Frans-Marokkaans voetballer
- 1987 - Ashley Jackson, Engels hockeyer
- 1987 - Michelle Pierce, Amerikaans actrice
- 1987 - Jordi Torres, Spaans motorcoureur
- 1987 - Nicky Verjans, Nederlands handballer
- 1988 - Federico Leo, Italiaans autocoureur
- 1988 - Alexa Vega, Amerikaans actrice
- 1989 - Juliana Cannarozzo, Amerikaans actrice en kunstschaatsster
- 1989 - Bohdana Matsotska, Oekraïens alpineskiester
- 1990 - Tori Bowie, Amerikaans atlete (overleden 2023)
- 1990 - Christina Curry, Nederlands model
- 1990 - Luuk de Jong, Nederlands voetballer
- 1990 - Marlies Schils, Belgisch atlete
- 1991 - Robbert de Greef, Nederlands wielrenner (overleden 2019)
- 1991 - Monika Hojnisz, Pools biatlete
- 1992 - Kim Petras, Duits zangeres en de jongste transseksueel
- 1993 - Jolien Boumkwo, Belgisch atlete
- 1993 - Jacob Gagne, Amerikaans motorcoureur
- 1993 - Sarah Hecken, Duits kunstschaatsster
- 1993 - Alessio Picariello, Belgisch autocoureur
- 1994 - Zac Gardner, Amerikaans acteur
- 1994 - Raoul de Graaf, Nederlands YouTuber
- 1994 - Coumba Sow, Zwitsers voetbalster
- 1995 - Adam Örn Arnarson, IJslands voetballer
- 1995 - Reda Kharchouch, Nederlands voetballer
- 1995 - Sergej Sirotkin, Russisch autocoureur
- 1996 - Femke Van den Driessche, Belgisch veldrijdster
- 1997 - Jellert Van Landschoot, Belgisch voetballer
- 1997 - Niek Roozen, Nederlands acteur
- 1998 - Erika Brown, Amerikaans zwemster
- 1998 - Ruby Huisman, Nederlands BMX-er
- 1999 - Mitchell van Bergen, Nederlands voetballer
- 1999 - Steff Kaptein, Nederlands voetballer
- 1999 - Mile Svilar, Belgisch voetbaldoelman
- 2000 - Sebastian Nielsen, Deens wielrenner
- 2001 - Julie Blakstad, Noors voetbalster
- 2002 - Marco Brenner, Duits wielrenner
- 2004 - Jikke de Raaff, Nederlands voetbalster
- 2008 - Marie Preus, Noors voetbalster

## Overleden
- 827 - Paus Eugenius II
- 858 - Montoku (31), Japans keizer

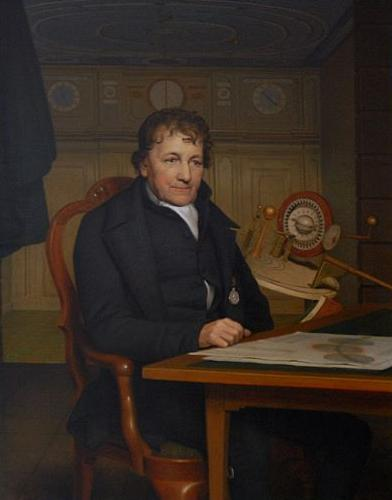
Eise Eisinga
overleden in 1828

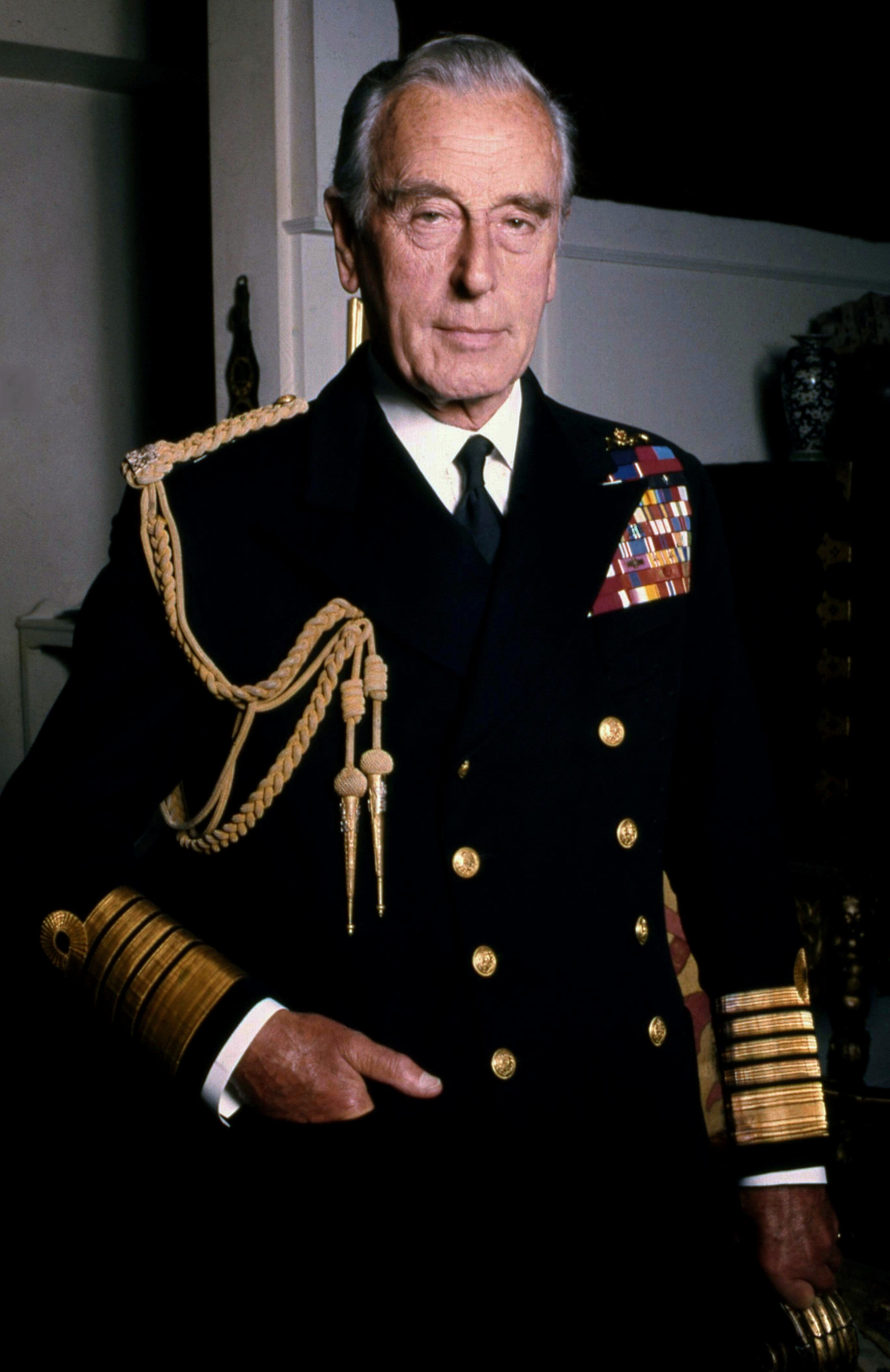
Louis Mountbatten
overleden in 1979

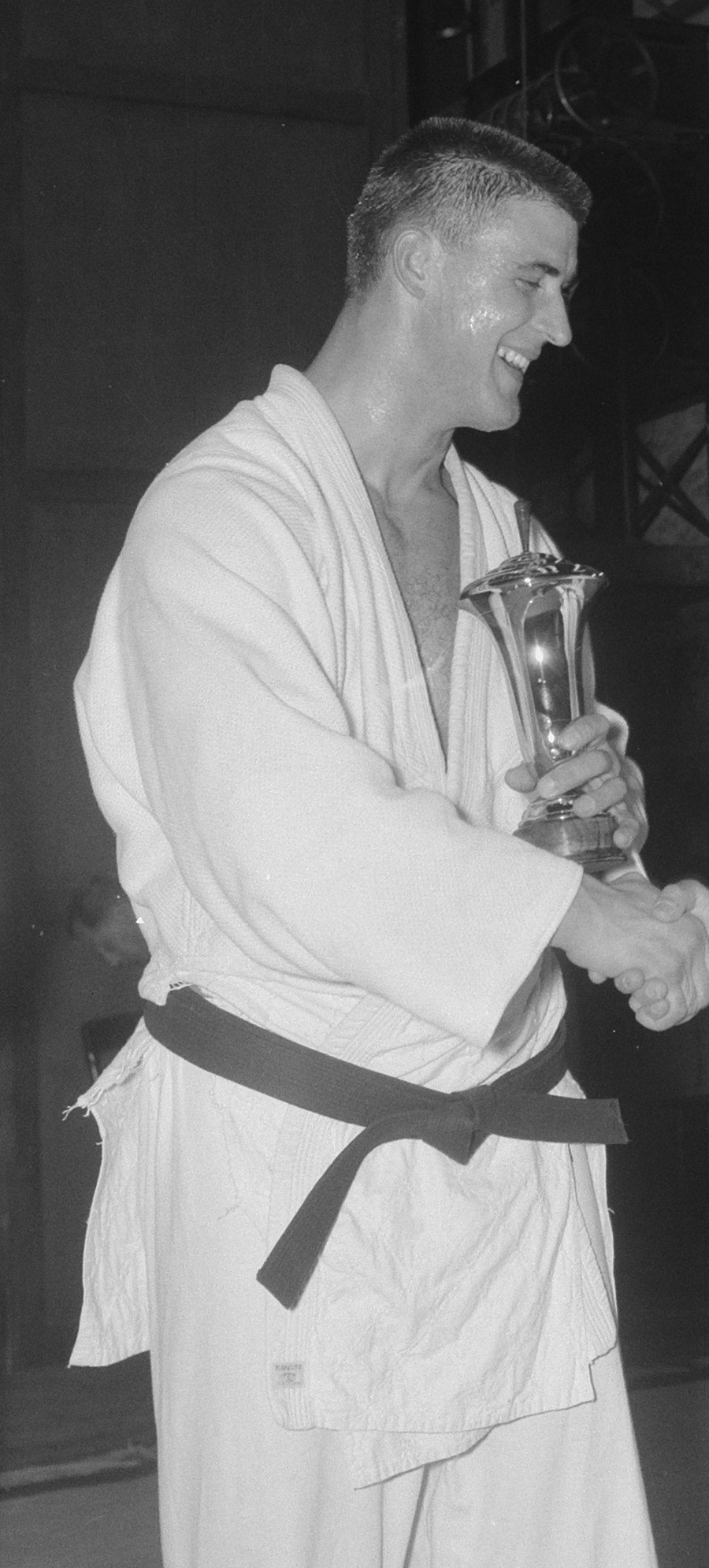
Anton Geesink
overleden in 2010

- 1521 - Josquin des Prez (ca. 81), Belgisch componist
- 1576 - Titiaan (ca. 88), Italiaans kunstschilder
- 1590 - Paus Sixtus V (68)
- 1611 - Tomás Luis de Victoria (ca. 63),  Spaans componist
- 1748 - James Thomson, (47) Schots schrijver
- 1828 - Eise Eisinga (84), Nederlands astronoom
- 1898 - John Hopkinson (49), Brits natuurkundige en elektrotechnicus
- 1899 - Emmanuel Hiel (65), Belgisch dichter en schrijver
- 1910 - Clément van Maasdijk (25), Nederlands piloot en luchtvaartpionier
- 1915 - Benito Legarda (61), Filipijns politicus en zakenman
- 1917 - Rudolph Lodewijk Martens (53), Nederlands burgemeester
- 1919 - Louis Botha (56), Zuid-Afrikaans generaal en premier
- 1930 - Albertus Bruins Slot (65), Nederlands politicus en burgemeester
- 1930 - Didericus van Epen (62), Nederlands genealoog
- 1931 - Willem Hubert Nolens (70), Nederlands rooms-katholiek priester, politicus en Minister van staat
- 1933 - Julien Van Campenhout (33/34), Belgisch atleet
- 1943 - Joseph van Veen (68), Nederlands violist
- 1947 - Johanna Ey (83), Duits kunsthandelaar en mecenas
- 1951 - Otto Verhagen (66), Nederlands kunstschilder, tekenaar en belastingambtenaar
- 1964 - Gracie Allen (69), Amerikaans actrice
- 1965 - Le Corbusier (77), Zwitsers architect
- 1966 - Willem Ahlbrinck (81), Nederlands missionaris, schrijver en Surinamist
- 1966 - Ernst Lüthold (62), Zwitsers componist, muziekpedagoog en dirigent
- 1967 - Brian Epstein (32), Brits manager
- 1968 - Prinses Marina Schleswig-Holstein-Sonderburg (61)
- 1969 - Ivy Compton-Burnett (85), Engels schrijfster
- 1974 - Otto Strasser (76), Duits politicus
- 1975 - Haile Selassie (83), keizer van Ethiopië
- 1977 - Michel Soulier (27), Belgisch voetballer
- 1979 - Louis Mountbatten (79), Brits militair en politicus
- 1980 - Gene Kardos (81), Amerikaans violist en bigband-leider
- 1981 - Max van Pelt (64), Nederlands politicus
- 1987 - Scott Sterling (25), Amerikaans hiphop-dj
- 1990 - Stevie Ray Vaughan (35), Amerikaans gitarist en zanger
- 1991 - Piet van Boxtel (88), Nederlands voetballer
- 1992 - Max Stiepl (78), Oostenrijks schaatser
- 1993 - Bob Verstraete (71), Nederlands acteur
- 1995 - Václav Ježek (72), Tsjechisch voetballer en trainer
- 1999 - Hélder Câmara (90), Braziliaans geestelijke
- 2001 - Jan Kostwinder (41), Nederlands schrijver en dichter
- 2001 - Herman Kunnen (76), Belgisch atleet
- 2003 - Peter-Paul Pigmans (42), Nederlands hardcore producent en live-dj
- 2004 - Clive West (65), Nederlands hoogleraar
- 2006 - María Esther de Capovilla (116), Ecuadoraans oudste mens ter wereld
- 2007 - Ebb Rose (82), Amerikaans autocoureur
- 2008 - Mark Priestley (32), Australisch acteur
- 2008 - Jean-Marc Renard (52), Belgisch bokser
- 2009 - Dave Laut (52), Amerikaans kogelstoter
- 2009 - Sergej Michalkov (96), Russisch kinderboekenschrijver
- 2009 - Virgilio Savona (89), Italiaans zanger en componist
- 2010 - Anton Geesink (76), Nederlands judokampioen en sportbestuurder
- 2010 - Luna Vachon (48), Canadees professioneel worstelaar
- 2011 - Will van Zeeland (81), Nederlands burgemeester
- 2013 - Anatoli Onoprienko (54), Oekraïens seriemoordenaar
- 2013 - Dave Thomas (79), Brits golfprofessional en golfbaandesigner
- 2014 - Peret (79), Spaans zanger
- 2014 - Ahmed Seif (63), Egyptisch journalist en mensenrechtenadvocaat
- 2014 - Victor Stenger (79), Amerikaans deeltjesfysicus, filosoof, schrijver en skepticus
- 2015 - Joan Garriga (52), Spaans motorcoureur
- 2015 - Willy Stähle (61), Nederlands waterskiester
- 2015 - Nelly de Vries-Lammerts (110), oudste mens van Nederland
- 2016 - Alcindo Martha de Freitas (Alcindo) (71), Braziliaans voetballer
- 2017 - José Maria Pires (98), Braziliaans aartsbisschop
- 2018 - Marten Bierman (78), Nederlands politicus
- 2020 - Joseph James (80), Amerikaans professioneel worstelaar
- 2021 - Roger De Vogel (63), Belgisch atleet
- 2021 - Edmond H. Fischer (101), Zwitsers-Amerikaans biochemicus en Nobelprijswinnaar
- 2021 - Heide Keller (81), Duits actrice en scenarioschrijfster
- 2022 - Suleiman Kangangi (33), Keniaans wielrenner
- 2022 - Robert LuPone (76), Amerikaans acteur
- 2022 - Vicenç Pagès i Jordà (58), Spaans schrijver
- 2023 - Joe the Plumber (Samuel Joseph Wurzelbacher) (49),  Amerikaans loodgieter
- 2024 - Lisette Lewin (85), Nederlands schrijfster en journaliste

## Viering/herdenking
- Rooms-Katholieke kalender:

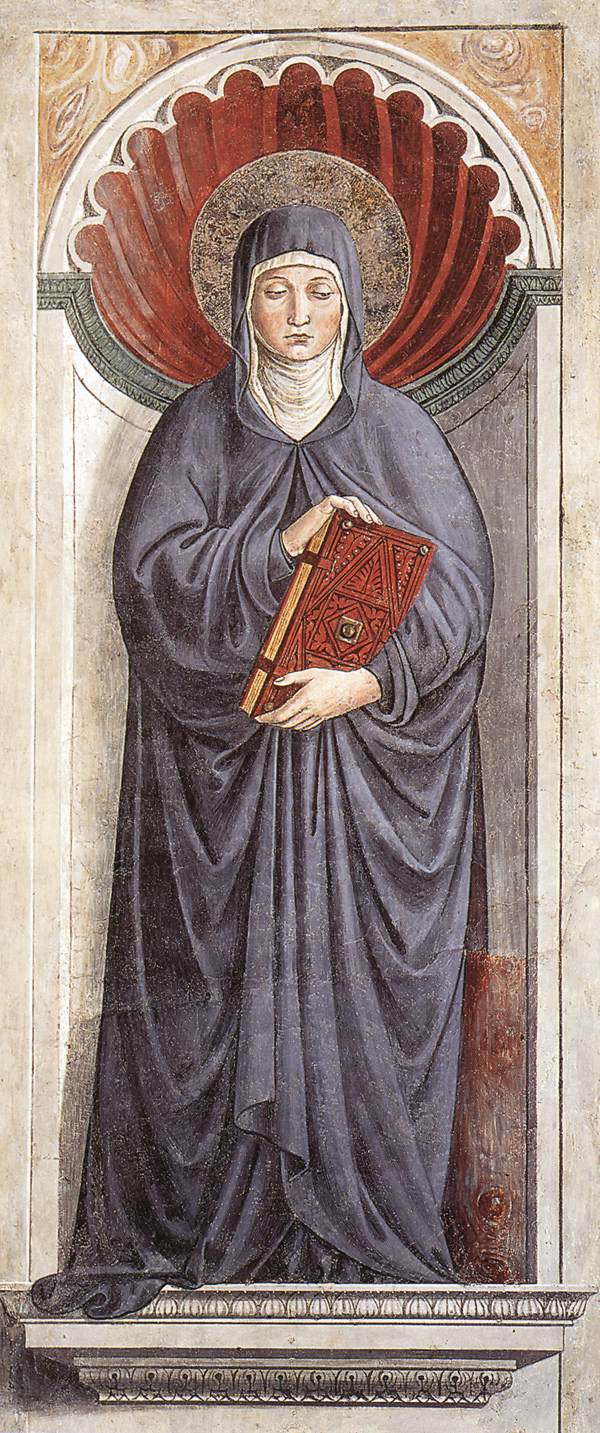
Monica door Gozzoli

  - Heilige Monica (van Hippo) († 387), patrones v/d moeders - Gedachtenis
  - Heilige Cesar van Arles († 542/3)
  - Heilige Gerbhard II van Konstanz († 955)
  - Heilige Ebbo van Sens († 740)
  - Heilige Guarinus (van Sitten) († 1150)
  - Zalige Dominicus Barberi († 1849)

## Weerextremen

### Nederland
| | Officiële records | Officiële records | Officiële records |      | Landelijke records | Landelijke records | Landelijke records   |
| Gebeurtenis | Jaar              | Extreem           | Locatie           | Jaar | Extreem            | Locatie            |                      |
| --- | ----------------- | ----------------- | ----------------- | ---- | ------------------ | ------------------ | -------------------- |
| Laagste etmaalgemiddelde temperatuur (°C) | 1998              | 12,0              | De Bilt           |      | 1924               | 10,9               | Maastricht           |
| Hoogste etmaalgemiddelde temperatuur (°C) | 2019              | 24,0              | De Bilt           |      | 2019               | 25,6               | Eindhoven            |
| Laagste minimumtemperatuur (°C) | 1931              | 4,5               | De Bilt           |      | 1922               | 4,3                | De Kooy              |
| Hoogste minimumtemperatuur (°C) | 2002              | 17,1              | De Bilt           |      | 2019               | 20,4               | Vlissingen           |
| Laagste maximumtemperatuur (°C) | 1986              | 14,2              | De Bilt           |      | 1912 1989          | 13,6               | Maastricht Twenthe   |
| Hoogste maximumtemperatuur (°C) | 2019              | 32,8              | De Bilt           |      | 1964               | 35,5               | Volkel               |
| Hoogste uurgemiddelde windsnelheid (m/s) | 1912              | 20,1              | De Bilt           |      | 1912               | 23,1               | Vlissingen           |
| Hoogste windstoot (m/s) | 1962              | 18,5              | De Bilt           |      | 1986               | 26,8               | Huibertgat           |
| Langste zonneschijnduur (uur) | 1975              | 13,0              | De Bilt           |      | 1975 2019          | 13,0               | De Bilt Nieuw Beerta |
| Langste neerslagduur (uur) | 2004              | 9,3               | De Bilt           |      | 2015               | 15,4               | Maastricht           |
| Hoogste etmaalsom van de neerslag (mm) | 1912              | 30,8              | De Bilt           |      | 1989               | 70,3               | Twenthe              |
| Laagste etmaalgemiddelde relatieve vochtigheid (%) | 1947              | 56                | De Bilt           |      | 1947               | 48                 | Maastricht           |
| Laagste uurwaarde luchtdruk op zeeniveau (hPa) | 1912              | 973,0             | De Bilt           |      | 1912               | 973,0              | De Bilt              |
| Hoogste uurwaarde luchtdruk op zeeniveau (hPa) | 1975              | 1031,1            | De Bilt           |      | 1975               | 1031,3             | De Kooy              |
| Officiële records worden altijd gemeten op het KNMI-weerstation in De Bilt. Landelijke records kunnen worden gemeten op elk officieel KNMI-weerstation in Nederland. |                   |                   |                   |      |                    |                    |                      |

Uitzonderlijke gebeurtenissen
- 1912 - Officieel maandrecord hoogste uurgemiddelde windsnelheid in m/s van augustus gemeten in De Bilt: 20,1
- 1912 - Officieel maandrecord laagste uurwaarde luchtdruk op zeeniveau in hPa van augustus gemeten in De Bilt: 973,0
- 1912 - Landelijk maandrecord laagste uurwaarde luchtdruk op zeeniveau in hPa van augustus gemeten in De Bilt: 973,0
- 1930 - Eerste officiële tropische dag van het jaar (maximumtemperatuur ≥ 30 °C in De Bilt)
- 1964 - Laatste officiële tropische dag van het jaar (maximumtemperatuur ≥ 30 °C in De Bilt)
- 2019 - Laatste officiële tropische dag van het jaar (maximumtemperatuur ≥ 30 °C in De Bilt)

### België
Dagrecords
- 1884 en 1864 - Laagste etmaalgemiddelde temperatuur 11,8 °C
- 1930 - Hoogste etmaalgemiddelde temperatuur 25,5 °C
- 1833 - Laagste minimumtemperatuur 5,3 °C. Dit is de laagste minimumtemperatuur ooit in de maand augustus.
- 1964 - Hoogste maximumtemperatuur 32,4 °C
- 2002 - Hoogste etmaalsom van de neerslag 22 mm

Uitzonderlijke gebeurtenissen
- 1949 - Tornado in de streek van Beauraing.
- 1949 - In 40 minuten 66 mm neerslag in Bressoux (Luik).
- 2002 - Hevig onweer zorgt in Haspengouw voor veel neerslag. In Upigny (Eghezée) wordt 101,3 mm waargenomen en elders, zoals in Perwijs, ontstaan overstromingen.

<< · 1 · 2 · 3 · 4 · 5 · 6 · 7 · 8 · 9 · 10 · 11 · 12 · 13 · 14 · 15 · 16 · 17 · 18 · 19 · 20 · 21 · 22 · 23 · 24 · 25 · 26 · 27 · 28 · 29 · 30 · 31 · >>